# Patinação de velocidade nos Jogos Olímpicos de Inverno de 2006 - Perseguição por equipes feminino
A competição de perseguição por equipes feminino de patinação de velocidade nos Jogos Olímpicos de Inverno de 2006 foi disputado no dia 16 de fevereiro.

## Medalhistas
|  | GER Alemanha                                                                         |  | CAN Canadá                                                                  |  | RUS Rússia                                                                                     |
|  | Daniela Anschütz-Thoms Anni Friesinger Lucille Opitz Claudia Pechstein Sabine Völker |  | Kristina Groves Clara Hughes Cindy Klassen Christine Nesbitt Shannon Rempel |  | Yekaterina Abramova Varvara Barysheva Galina Likhachova Yekaterina Lobysheva Svetlana Vysokova |

## Resultados

### Fase preliminar
| Pos. | País               | Tempo   | PP | Patinadoras             | Patinadoras       | Patinadoras       |
| ---- | ------------------ | ------- | -- | ----------------------- | ----------------- | ----------------- |
| 1    | RUS Rússia         | 3:03.19 | 3F | Yekaterina Abramova     | Varvara Barysheva | Svetlana Vysokova |
| 2    | NOR Noruega        | 3:06.34 | 1C | Annette Bjelkevik       | Hedvig Bjelkevik  | Maren Haugli      |
| 3    | CAN Canadá         | 3:06.45 | 4C | Kristina Groves         | Clara Hughes      | Shannon Rempel    |
| 4    | NED Países Baixos  | 3:06.67 | 2F | Renate Groenewold       | Moniek Kleinsman  | Gretha Smit       |
| 5    | GER Alemanha       | 3:07.07 | 4F | Daniela Anschuetz Thoms | Lucille Opitz     | Sabine Voelker    |
| 6    | USA Estados Unidos | 3:07.83 | 1F | Margaret Crowley        | Maria Lamb        | Amy Sannes        |
| 7    | JPN Japão          | 3:08.34 | 2C | Nami Nemoto             | Hiromi Otsu       | Maki Tabata       |
| 8    | CHN China          | 3:18.24 | 3C | Jia Ji                  | Fei Wang          | Xiaolei Zhang     |

### Quartas de Finais
| País               | Tempo        | PP  | Patinadoras             | Patinadoras          | Patinadoras          |
| ------------------ | ------------ | --- | ----------------------- | -------------------- | -------------------- |
| CAN Canadá         | 3:01.24      | 1 F | Kristina Groves         | Cindy Klassen        | Christine Nesbitt    |
| USA Estados Unidos | 3:04.59      | 1 C | Maria Lamb              | Catherine Raney      | Jennifer Rodriguez   |
|                    |              |     |                         |                      |                      |
| JPN Japão          | Ultrapassar  | 2 C | Eriko Ishino            | Hiromi Otsu          | Maki Tabata          |
| NOR Noruega        | Ultrapassado | 2 F | Annette Bjelkevik       | Hedvig Bjelkevik     | Maren Haugli         |
|                    |              |     |                         |                      |                      |
| GER Alemanha       | 3:01.52      | 3 C | Daniela Anschuetz Thoms | Anni Friesinger      | Claudia Pechstein    |
| NED Países Baixos  | 3:03.65      | 3 F | Renate Groenewold       | Paulien van Deutekom | Wust Ireen           |
|                    |              |     |                         |                      |                      |
| RUS Rússia         | 3:05.93      | 4 F | Yekaterina Abramova     | Galina Likhachova    | Yekaterina Lobysheva |
| CHN China          | 3:08.29      | 4 F | Jia Ji                  | Fei Wang             | Xiaolei Zhang        |

### Semifinais
| País         | Tempo   | PP  | Patinadoras             | Patinadoras       | Patinadoras       |
| ------------ | ------- | --- | ----------------------- | ----------------- | ----------------- |
| CAN Canadá   | 3:02.13 | 1 F | Kristina Groves         | Clara Hughes      | Cindy Klassen     |
| JPN Japão    | 3:05.95 | 1 C | Eriko Ishino            | Nami Nemoto       | Maki Tabata       |
|              |         |     |                         |                   |                   |
| GER Alemanha | 3:02.72 | 2 C | Daniela Anschuetz Thoms | Anni Friesinger   | Claudia Pechstein |
| RUS Rússia   | 3:07.42 | 2 F | Varvara Barysheva       | Galina Likhachova | Svetlana Vysokova |

### Finais
| Pos.    | Patinadoras | Tempo                     |
| Final A | Final A | Final A                   |
| ------- | --- | ------------------------- |
|         | GER Alemanha (Daniela Anschütz-Thoms, Anni Friesinger, Lucille Opitz, Claudia Pechstein, Sabine Völker)         | 3:01.25                   |
|         | CAN Canadá (Kristina Groves, Clara Hughes, Cindy Klassen, Christine Nesbitt, Shannon Rempel)                    | +1.66                     |
| Final B | |                           |
|         | RUS Rússia (Yekaterina Abramova, Varvara Barysheva, Galina Likhachova, Yekaterina Lobysheva, Svetlana Vysokova) | Vitória por ultrapassagem |
| 4       | JPN Japão (Eriko Ishino, Nami Nemoto, Hiromi Otsu, Maki Tabata)                                                 |                           |
| Final C | |                           |
| 5       | USA Estados Unidos (Margaret Crowley, Maria Lamb, Catherine Raney, Jennifer Rodriguez, Amy Sannes)              | 3:04.22                   |
| 6       | NED Países Baixos (Renate Groenewold, Moniek Kleinsman, Gretha Smit, Paulien van Deutekom, Ireen Wüst)          | +1.40                     |
| Final D | |                           |
| 7       | NOR Noruega (Annette Bjelkevik, Hedvig Bjelkevik, Maren Haugli)                                                 | 3:06.20                   |
| 8       | CHN China (Ji Jia, Wang Fei, Zhang Xiaolei)                                                                     | +0.71                     |

## Resultado final
| Pos. | País               | Patinadoras                                                                                        |
| ---- | ------------------ | -------------------------------------------------------------------------------------------------- |
|      | GER Alemanha       | Daniela Anschütz-Thoms, Anni Friesinger, Lucille Opitz, Claudia Pechstein, Sabine Völker           |
|      | CAN Canadá         | Kristina Groves, Clara Hughes, Cindy Klassen, Christine Nesbitt, Shannon Rempel                    |
|      | RUS Rússia         | Yekaterina Abramova, Varvara Barysheva, Galina Likhachova, Yekaterina Lobysheva, Svetlana Vysokova |
| 4    | JPN Japão          | Eriko Ishino, Nami Nemoto, Hiromi Otsu, Maki Tabata                                                |
| 5    | USA Estados Unidos | Margaret Crowley, Maria Lamb, Catherine Raney, Jennifer Rodriguez, Amy Sannes                      |
| 6    | NED Países Baixos  | Renate Groenewold, Moniek Kleinsman, Gretha Smit, Paulien van Deutekom, Ireen Wüst                 |
| 7    | NOR Noruega        | Annette Bjelkevik, Hedvig Bjelkevik, Maren Haugli                                                  |
| 8    | CHN China          | Ji Jia, Wang Fei, Zhang Xiaolei                                                                    |